# Ivo Klec
Ivo Klec (* 28. November 1980 in Bratislava) ist ein ehemaliger slowakischer Tennisspieler.

## Karriere
Ivo Klec spielt hauptsächlich auf der ATP Challenger Tour und der ITF Future Tour. Er konnte 14 Einzel- und 13 Doppelsiege auf der ITF Future Tour feiern. Auf der ATP Challenger Tour gewann er zwei Doppelturniere, im Jahr 2010 in Bytom und im Jahr 2012 in Tjumen. Zum 31. Juli 2006 durchbrach er erstmals die Top 200 der Weltrangliste im Einzel und seine höchste Platzierung war ein 184. Rang im August 2006. Im Doppel durchbrach er erstmals zum 2. Mai 2011 die Top 200 und erreichte als Bestwert den 190. Platz im Juni 2011.
Ivo Klec spielte im Jahr 2007 einmalig für die slowakische Davis-Cup-Mannschaft, wobei er seine einzige Partie gewann.

## Erfolge
| Legende (Anzahl der Siege)  |
| Grand Slam                  |
| ATP World Tour Finals       |
| ATP World Tour Masters 1000 |
| ATP World Tour 500          |
| ATP World Tour 250          |
| ATP Challenger Tour (2)     |

### Doppel

#### Turniersiege
| Nr. | Datum             | Turnier | Belag         | Partner            | Finalgegner                             | Ergebnis         |
| --- | ----------------- | ------- | ------------- | ------------------ | --------------------------------------- | ---------------- |
| 1.  | 20. Juni 2010     | Bytom   | Sand          | Artem Smyrnow      | Konstantin Krawtschuk Iwan Serhejew     | 1:6, 6:3, [10:3] |
| 2.  | 25. November 2012 | Tjumen  | Hartplatz (i) | Andreas Siljeström | Konstantin Krawtschuk Denys Moltschanow | 6:3, 6:2         |